# دائرة تازمالت
دائرة تازمالت إحدى دوائر ولاية بجاية الجزائرية . عاصمتها هي تازمالت وتضم بلديات : 
- تازمالت
- بني مليكش
- بوجليل

## مواضيع ذات صلة
- دوائر ولاية بجاية
- بلديات ولاية بجاية